# Платформа 2
Платформа 2 (шп. El hoyo 2) шпански је научнофантастични хорор филм из 2024. у режији Галдера Гастелуа Урутије. Преднаставак је филма Платформа (2019). Глумачку поставу предводе Ховик Кеучкеријан и Милена Смит.
Филм је приказао Netflix од 4. октобра 2024.

## Радња
Тајанствена особа успоставила је нови поредак у Јами, али ускоро се појаве нове претње.

## Улоге
| Глумац            | Улога                |
| ----------------- | -------------------- |
| Милена Смит       | Перемпуан            |
| Ховик Кеучкеријан | Замијатин            |
| Наталија Тена     | Перемпуанина цимерка |
| Оскар Хаенада     | Дагин Баби           |
| Иван Масаге       | Горенг               |
| Зорион Егилор     | Тримагаси            |
| Антонија сан Хуан | Имогири              |